# Gauwirtschaftskammer Oberrhein
Die Gauwirtschaftskammer Oberrhein war von 1942 bis 1945 eine Gauwirtschaftskammer mit Sitz in Straßburg.

## Geschichte
Mit der zweiten Anordnung über die Errichtung von Gauwirtschaftskammern und Wirtschaftskammern vom 22. März 1943 ordnete Reichswirtschaftsminister Walther Funk an, dass eine „Gauwirtschaftskammer Oberrhein mit dem Sitz in Karlsruhe/Straßburg für den Bereich des Gaues Baden und des Elsaß, ferner im Bereich der Gauwirtschaftskammer Oberrhein eine Wirtschaftskammer Mannheim mit dem Sitz in Mannheim und eine Wirtschaftskammer Freiburg mit dem Sitz in Freiburg“ eingerichtet werden sollten. Aufgelöst wurden am gleichen Tag zum 31. März 1943 die Wirtschaftskammer Baden, die Industrie- und Handelskammer Karlsruhe und die Handwerkskammer Karlsruhe. Bereits mit Verordnung vom 20. April 1942 war die Industrie- und Handelskammer Pforzheim aufgelöst worden.
Ebenfalls am gleichen Tag wurde die Wirtschaftskammer Mannheim im Bereich der Gauwirtschaftskammer Oberrhein eingerichtet und die Industrie- und Handelskammer Mannheim aufgehoben sowie die Wirtschaftskammer Freiburg im Bereich der Gauwirtschaftskammer Oberrhein eingerichtet und die Industrie- und Handelskammer Freiburg aufgehoben. Bereits in der Wirtschaftskammer Baden waren die Industrie- und Handelskammern Konstanz und Schopfheim zu Zweigstellen der Freiburger IHK heruntergestuft worden.
Bezüglich des Elsass bestand die Besonderheit, dass das Elsass zu diesem Zeitpunkt noch nicht formell annektiert worden war. Daher setzte der Chef der Zivilverwaltung im Elsass Robert Wagner die Anordnung über den Aufbau der Gauwirtschaftskammer Oberrhein am 31. März 1943 auch für das Elsass in Kraft und hob zum 31. März 1943 die Wirtschaftskammer Baden-Mülhausen, die Industrie- und Handelskammern Straßburg, Kolmar und Mülhausen und die Handwerkskammer Straßburg auf. Diese Situation hatte auch Auswirkung auf die Festlegung des Kammersitzes. Wagner wünschte einen Sitz in Straßburg, das Reichswirtschaftsministerium wünschte einen Sitz im Reich, da es in Straßburg keine direkten Kompetenzen hatte. Die Verordnung vom 22. März 1943 ließ die Frage daher offen und formulierte „Sitz in Karlsruhe/Straßburg“. Letztlich setzte sich Wagner durch und Straßburg wurde der Sitz der Kammer.
Ebenfalls schwierig war die Bestimmung des Kammerpräsidenten. Gemäß Satzung musste es eigentlich ein selbstständiger Unternehmer sein, ernannt wurde aber Wehrwirtschaftsführer Walter Köhler. Der von Köhler vorgeschlagene Kandidat als Hauptgeschäftsführer, Karl Tröndle, wurde von Wagner abgelehnt, da dieser kein NSDAP-Mitglied war. Da Wagner aber keine Alternative vorschlug, stellte Köhler Tröndle übergangsweise ein. Er blieb, ohne je eine Bestätigung zu bekommen, bis zum Ende der Kammergeschichte interimistisch im Amt.
Mit dem Kriegsende stellte die Gauwirtschaftskammer Oberrhein 1945 ihre Arbeit ein.

## Organisation
Die Gauwirtschaftskammer Oberrhein selbst verfügte über die Zentrale in Straßburg und Zweigstellen in Karlsruhe und Pforzheim. Die Wirtschaftskammer Mannheim war der Gauwirtschaftskammer Oberrhein in Grundsatzfragen nachgeordnet, verfügte jedoch über relativ hohe Eigenständigkeit. Das Gleiche galt für die Wirtschaftskammer Freiburg. Diese hatte Außenstellen in Konstanz und Schopfheim, die nur über die Wirtschaftskammer Freiburg nach außen kommunizierten durften und geringe eigene Kompetenzen hatten.

## Publikationen
Die Gauwirtschaftskammer Oberrhein gab das Oberrheinische Wirtschaftsblatt heraus.